# 湯曜明
湯曜明（1938年11月29日—2021年11月3日），生於臺灣臺中，中華民國陸軍一級上將，陸軍官校31期畢，曾任排長、連長、營長、大學總教官、陸軍步兵226師師長、陸軍八軍團參謀長、陸軍43軍軍長、陸軍八軍團司令、陸軍總司令、參謀總長、國防部長等要職。退伍後，曾任總統府資政、合作金庫商業銀行董事、黃埔撫卹委員會基金會董事長、中央軍校同學會撫卹會基金會董事長、遺族學校基金會董事長、臺北論壇基金會董事。
湯曜明是繼陸軍之鄒洪、陳守山及海軍之郭宗清、莊銘耀之後的第五位臺灣本省籍上將，亦為中華民國國軍史上第一位臺灣本省籍的陸軍總司令、參謀總長乃至國防部長。

## 生平
湯曜明出生於日治臺灣臺中州大屯郡霧峰五柳村。自臺中二中畢業後，於1958年進入陸軍官校正期班31期就讀，並在服役期間先後進入陸軍指揮參謀學院、戰術研究班、三軍大學戰爭學院深造。

### 軍旅生涯

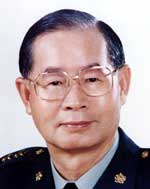
湯曜明陸軍一級上將軍裝照

1962年在金門「觀音亭山」據點，擔任排長（昔年古寧頭戰役殲敵重要據點）。他在基層最為人熟知的事蹟，是在1972年7月「龍平演習」師對抗時，擔任少校營長的他曾帶領全營官兵克服惡劣天候，強渡濁水溪，達成渡河攻擊任務。而後一度脫離戎馬，到銘傳大學擔任進修部總教官（另說實踐大學總教官，或者銘傳、實踐皆服務過）。
1996年在總統李登輝任內晉升二級上將後，湯曜明出任陸軍總司令，是該職位的第一位臺灣本省籍人士。
1999年擔任參謀總長，任內指揮國軍投入九二一大地震救災行動。
2000年總統大選，由民進黨陳水扁勝選，國家首次進行政黨輪替，湯曜明事前錄製好國軍效忠憲法，國軍堅持行政中立、軍隊國家化的談話影片，在開票確定後，透過電視向全國軍民表達國軍效忠憲法之心，不會因政黨輪替有所變動。當時許多高階將領心態上還無法接受有台獨意識的陳水扁，因此湯曜明在開票結果的隔天，在陽明山青邨召開國防部主官（管）會議，並說服該等將領應該服膺憲法，效忠新任的三軍統帥。

### 擔任政務官
2002年正式退伍，擔任國防部長，2004年在內閣總辭時一併去職。臺灣有許多退役將領到中國大陸長居、發展，甚至參加官方活動，湯曜明對此深惡痛絕。卸下政務官身分後，湯曜明自己不去中國大陸，也一直反對退役將領前往中國大陸。晚年他罹患帕金森氏症，迫使他減少對外露面。

## 獲獎與榮譽

### 中华民国勋章奖章
- 一等云麾勋章（2000年4月5日批准[11]，同日于总统府颁授[12]）：表彰他在921大地震后指挥督导国军参加救灾重建的贡献。
- 青天白日勋章（2002年1月31日于总统府颁授[13]）
- 一等景星勋章（2004年5月18日于总统府颁授[14]）

### 褒揚令
12月10日於台北市立第一殯儀館景行廳舉行告別式，總統蔡英文親自到場頒發褒揚令，表彰他謀國以忠，整軍經武，對軍隊國家化、國家安全所做出的重大貢獻，由長子湯立民代表接受，行政院院長蘇貞昌、國防部部長邱國正、前總統馬英九，與前副總統吳敦義也都親自到場致意，一級上將霍守業、林鎮夷、退輔會主委馮世寬及國安會諮詢委員嚴德發等人擔任覆旗官，為靈櫬覆蓋國旗，以表彰湯曜明對國家社會的卓著貢獻。褒揚令全文為：

總統府前資政、國防部前部長湯曜明，叡知貞固，端直脩謹。少歲慕尚師旅，礱砥標志，卒業陸軍軍官學校；嗣入陸軍指揮參謀大學、三軍大學戰爭學院研習，韜鈐卓爾，迭膺重寄。歷任陸軍師長、軍長、軍團司令暨總司令等職，恢弘堅毅忠誠宏旨，厚植各級軍事幹才；強化作戰整備部署，決機士官制度開展，宵旰朝惕，彌奮當艱。尤以出任參謀總長期間，潛心精實組織再造，健全後勤營產管理；統合資通情蒐布設，推升國防科技研發；前瞻醫療採購興革，支援災區急難救護，審時應務，籌幄出奇；詰戎止戈，義無旋踵。復接掌國防部，揭舉資源釋商準則，從納文官進用措置；飭令十年建軍規略，督促國防二法施行；賡續兵力結構調整，體現軍隊國家化政策，振裘持領，謨慮運帷；禦寇守邊，干城定計。曾獲頒雲麾、寶鼎暨青天白日勳章等數十座勳獎章殊榮。綜其生平，執秉壯圖匡衛之丹衷，緒成繕甲經武之盛業，懋績聲猷，聿昭簡冊。遽聞溘然殂殞，震悼曷勝，應予明令褒揚，用示政府崇禮亮藎之至意。

總　　　統　蔡英文　　　　

行政院院長　蘇貞昌　　　　

典禮結束後，在憲兵「快速反應連」 重機車隊引導下，前往五指山國軍示範公墓安葬。

## 軼事
- 其人事派系「湯家軍」，為中華民國陸軍四大派系之一[15]
- 湯曜明性格耿直，治軍甚嚴，在軍中的綽號為「湯要命[16][17]」